# Agence France-Presse
Az Agence France-Presse (közismert rövidítése: AFP, magyarul körülbelül: Franciaország Sajtóügynöksége) francia nemzeti hírügynökség. Bár ezen a néven 1944 óta működik, jogelődje, az 1835-ben alapított Agence Havas révén, 190 éves múltjával a világ legrégebbi hírügynökségeként tartják számon.

## Szervezete
A hírügynökség kormányfüggetlen kereskedelmi vállalkozásként működik. Speciális működési rendjét egy 1957-es jogszabály írta elő, mely szerint az igazgatótanács legtöbb tagját a legnagyobb előfizetők delegálják, hárman a mindenkori kormányt képviselik, illetve a francia közszolgálati tévé és rádió, valamint az AFP dolgozói lehetnek tagjai a tanácsnak. Ebből adódóan a kormányzat mindig jelen volt a vállalat irányításában. 2010-ben a francia szenátus tárgyalni kívánt egy törvényjavaslatot, mely az 1957-es törvény megváltoztatását célozta. Ennek értelmében az igazgatótanácsnak kevesebb tagja lett volna, így a kormányzati képviselők nagyobb súllyal vettek volna részt a szervezet munkájában. Ezt a változtatást több éves társadalmi és szakmai vita előzte meg, ami nem volt mentes a harcos fellépéstől sem: 2011-ben az AFP dolgozói sztrájkoltak is az állam súlyának megnövelése elleni tiltakozásként. Végül a törvénytervezetet akkor nem tárgyalták, de 2015-ig többféle tervezet került elő, melyek elsősorban a finanszírozás megváltoztatását célozták, ezzel együtt a kormányzati képviselők számának megnövekedésével jártak volna. Jelenleg a hírügynökség szolgáltatásait igénybevevő sajtóvállalkozások, az AFP saját dolgozói és az állam képviselői mellett független értelmiségi tagjai is vannak az igazgatótanácsnak.

### Leányvállalatai
- AFP GmbH - Az AFP német nyelvű híreit szolgáltató, Berlinben működő leányvállalata.
- Sport-Informations-Dienst(wd) (SID) - 1945-ben Németországban alakult sportinformációs hírügynökség, melyet az AFP 1997-ben megvásárolt. A SID Németország legnagyobb sporthírügynöksége kölni székhellyel.[6]
- AFP-Services - az AFP infrastruktúráját értékesítő szervezet. Az AFP távközlési és személyi hátterének bérlését szervező vállalkozás, melyen keresztül videokonferencián túl konferenciatermen át a közvetlen távközlési kapcsolatig, operatőrtől kezdve hangmérnökön át a producerig szaktudás és információs csatorna bérelhető a hírügynökségtől.

## Működése

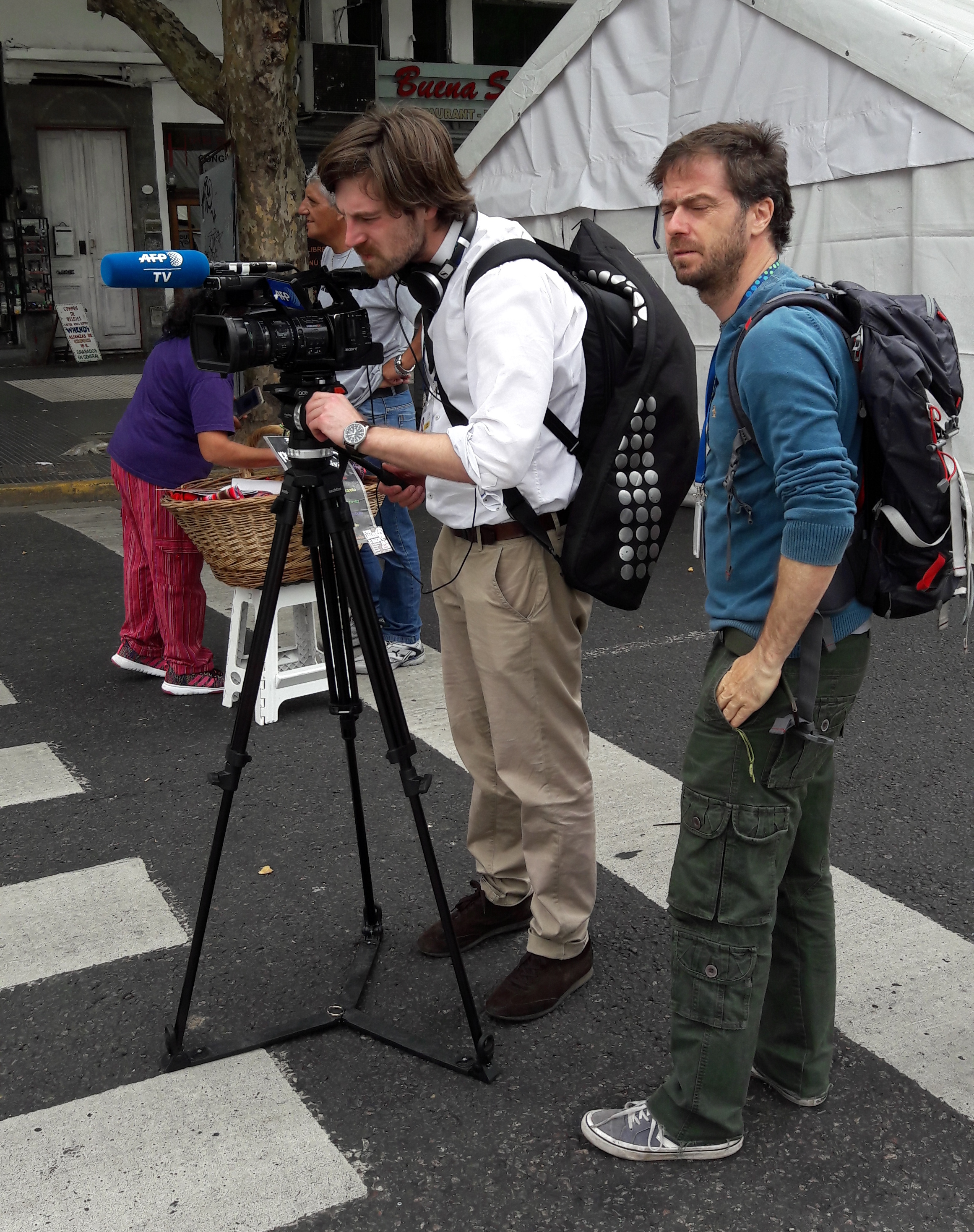
Az AFP-TV munkatársai Buenos Airesben 2018-ban

1972-ben tértek át a műholdas hírtovábbításra: Tokióval akkor már működött ilyen kapcsolat, ekkor terjesztették ki a Távol-Kelet egészére és Dél-Amerikára is. Ugyanebben az időben Franciaországban 17, a világban további 94 irodája volt, összesen 2300 tudósítóval. Francia, angol, német és spanyol nyelven szolgáltatott híreket.
2020-ban 201 irodája működött 151 országban, melyekben 1700 újságírót foglalkoztatott, a hírszolgáltatás nyelve pedig kiegészült portugállal és arabbal, melyekkel félezernél több ügyfelet szolgált ki hírekkel és fotókkal.
Az AFP - bár statútuma szerint kormányfüggetlen - legnagyobb megrendelői jellemzően állami finanszírozású, vagy egyenesen kormányzati szervek, így bevételeinek jelentős arányát (1994-ben 45 százalékát) ha áttételesen is, de az államtól kapja. Emiatt a hírügynökség tényleges függetlenségét már többször megkérdőjelezték.

## Története
Az AFP elődjének tekintett Agence Havas a második világháború előtt vált ketté hírügynökségi és reklámvállalkozásra. A hírügynökséget állami tulajdonba vették, de ezzel párhuzamosan a német megszállás elől Londonba menekült újságírók is létrehoztak egy nemzeti hírügynökséget, az Agence Française Indépendante-et (AFI). 1944. augusztus 20-án az AFI és a Havas hírügynökség Agence France-Presse néven egyesült. Ugyanabban az évben alakult meg a hírügynökség fotószolgáltatása. 1957 január 10-én fogadták el az AFP törvénybe iktatott alapokmányát, ami garantálta a pénzügyi és szakmai függetlenséget. 2011-ben fordult elő először, hogy a nemzetközi forgalom meghaladta a Franciaországon belülit. Bár a hírügynökség nemzetközi, hírszolgáltatása többnyelvű, mégis a legnagyobb francia nyelvű hírszolgáltatóként tartják számon. A 2011-es fordulat ennek az alapvetésnek a meghaladását mutatta. A 2000-es években zajlottak a legnagyobb digitális fejlesztések is, megjelent a mobiltelefonos elérhetőség, fejlesztették a belső szerkesztőségi rendszert és az előfizetőknek szánt hozzáféréseket is.